# 3832 Shapiro
3832 Shapiro eller 1981 QJ är en asteroid i huvudbältet som upptäcktes den 30 augusti 1981 av den amerikanske astronomen Edward L.G. Bowell vid Anderson Mesa Station. Den är uppkallad efter den amerikanske astronomen Irwin I. Shapiro.
Asteroiden har en diameter på ungefär 16 kilometer och den tillhör asteroidgruppen Themis.